# Hørdum Sogn
Hørdum Sogn er et sogn i Sydthy Provsti (Aalborg Stift).
I 1800-tallet var Hørdum Sogn anneks til Skyum Sogn. Begge sogne hørte til Hassing Herred (Thisted Amt). Skyum-Hørdum sognekommune blev ved kommunalreformen i 1970 indlemmet i Sydthy Kommune, som ved strukturreformen i 2007 indgik i Thisted Kommune.
I Hørdum Sogn ligger Hørdum Kirke.
I sognet findes følgende autoriserede stednavne:
- Dåsen (areal)
- Hørdum (bebyggelse, ejerlav)
- Irup (ejerlav, landbrugsejendom)
- Koldby (bebyggelse, ejerlav)
- Tøttrup (bebyggelse, ejerlav)
- Vester Hørdum (bebyggelse)
- Øster Hørdum (bebyggelse)
- Årbæk (vandareal)